# Hans Pienitz
Hans Andrew Pienitz (* 27. Januar 1988 in Miami, Florida) ist ein US-amerikanisch-deutscher Eishockeyspieler, der seit der Saison 2023/24 beim EHC Winterthur aus der Swiss League unter Vertrag steht.

## Karriere
Hans Pienitz begann seine Karriere als Eishockeyspieler bei den Jungadlern Mannheim, für die er von 2004 bis 2006 in der Deutschen Nachwuchsliga aktiv war und mit denen er drei Mal in Folge die DNL-Meisterschaft gewann. Anschließend wechselte der Verteidiger zu den GCK Lions, für deren Profimannschaft er von 2006 bis 2010 in der Schweizer National League B aktiv war. In der Saison 2009/10 kam er zudem fünf Mal für die ZSC Lions in der National League A zum Einsatz. 
Für die Saison 2010/11 wurde Pienitz von den Hamburg Freezers aus der Deutschen Eishockey Liga verpflichtet. In der Saison 2011/12 und 2012/13 spielte er in der Schweiz bei den EHC Basel Sharks in der National League B. Die zweite Saison in Basel beendete er beim SC Langenthal, zu welchem er auf die Saison 2013/14 wechselte. Zur Saison 2023/24 wechselte er zum EHC Winterthur.

### International
Für Deutschland nahm Pienitz an der U18-Junioren-Weltmeisterschaft 2006 teil.

## Erfolge und Auszeichnungen
- 2004 DNL-Meister mit den Jungadlern Mannheim
- 2005 DNL-Meister mit den Jungadlern Mannheim
- 2006 DNL-Meister mit den Jungadlern Mannheim
- 2017 NLB-Meister mit dem SC Langenthal
- 2019 SL-Meister mit dem SC Langenthal

## Statistik
(Stand: Ende der Saison 2016/17)